# Napa
|  | Per a altres significats, vegeu «Napa (desambiguació)». |

Napa és una població dels Estats Units a l'estat de Califòrnia. Segons el cens del 2009 tenia 74.247 habitants.

## Demografia
Segons el cens del 2000, Napa tenia 60.984 habitants, 20.001 habitatges, i 12.453 famílies. La densitat de població era de 1.234,5 habitants/km².
Dels 20.001 habitatges en un 32,9% hi vivien nens de menys de 18 anys, en un 50,7% hi vivien parelles casades, en un 11,1% dones solteres, i en un 33,5% no eren unitats familiars. En el 26,8% dels habitatges hi vivien persones soles el 12,1% de les quals corresponia a persones de 65 anys o més que vivien soles. El nombre mitjà de persones vivint en cada habitatge era de 2,64 i el nombre mitjà de persones que vivien en cada família era de 3,2.
Per edats la població es repartia de la següent manera: un 25,7% tenia menys de 18 anys, un 8,5% entre 18 i 24, un 29,6% entre 25 i 44, un 22,4% de 45 a 60 i un 13,8% 65 anys o més.
L'edat mediana era de 36 anys. Per cada 100 dones de 18 o més anys hi havia 93,5 homes.
La renda mediana per habitatge era de 49.154 $ i la renda mediana per família de 58.788 $. Els homes tenien una renda mediana de 41.046 $ mentre que les dones 31.334 $. La renda per capita de la població era de 23.642 $. Entorn del 6,1% de les famílies i el 8,9% de la població estaven per davall del llindar de pobresa.

## Poblacions més properes
El següent diagrama mostra les poblacions més properes.